# Abrahámovce (district de Bardejov)
Pour les articles homonymes, voir Abrahámovce.
```

```

Abrahámovce (hongrois : Ábrahámfalva) est un village de Slovaquie situé dans la région de Prešov.

## Histoire
Première mention écrite du village en 1427.

## Démographie

### Évolution de la population
| Année:               | 1994. | 2004.   | 2014.   | 2024.    |
| -------------------- | ----- | ------- | ------- | -------- |
| Nombre de personnes: | 362   | 341     | 368     | 321      |
| Différence:          |       | -5,80 % | +7,91 % | -12,77 % |

| Année:               | 2023. | 2024.   |
| -------------------- | ----- | ------- |
| Nombre de personnes: | 325   | 321     |
| Différence:          |       | -1,23 % |